# JCSAT 13
JCSAT 13 (JCSat 4B) — японский телекоммуникационный спутник, эксплуатируемый компанией JSAT Corporation.
Аппарат выведен на орбиту ракета-носителем Ариан-5 ECA вместе со спутником связи Vinasat-2, старт был произведён 15 мая 2012 в 22:13:00 UTC.

## Описание
JCSAT 13 был разработан Lockheed Martin на базе платформы A2100A.
Масса спутника — 4528 кг. В качестве полезной нагрузки он несёт 44 транспондера Ku-диапазона. Ожидается, что спутник прослужит как минимум 15 лет.